# دیوید مویر

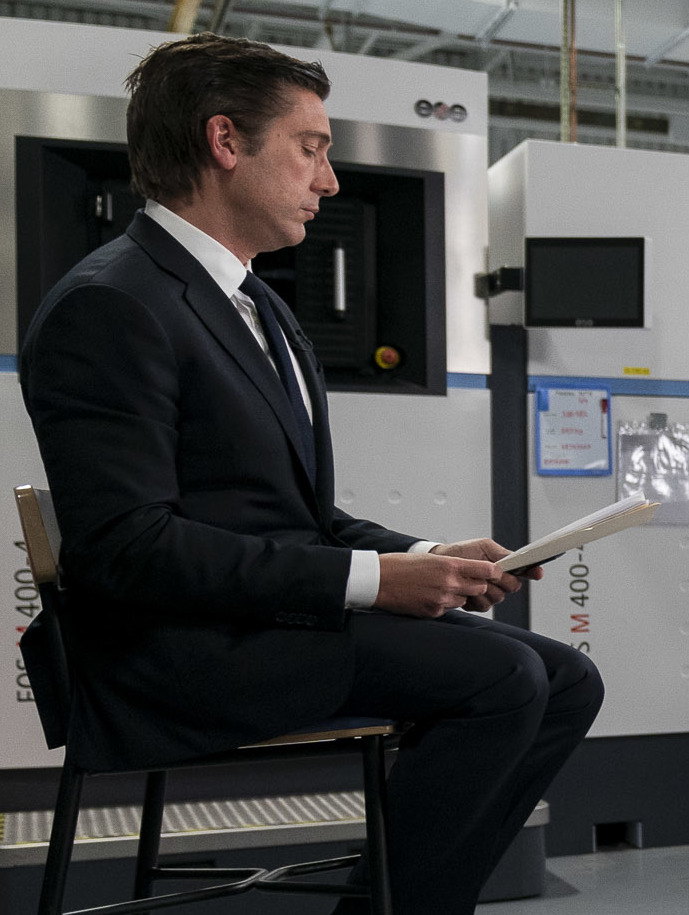
دیوید جیسون مویر، ژورنالیست آمریکایی - ۲۰۲۰

دیوید جیسون مویر (متولد ۸ نوامبر ۱۹۷۳) ،روزنامه‌نگار آمریکایی و گوینده برنامه ای‌بی‌سی ورلد نیوز امشب با دیوید مویر است. ساختمان برنامه پخش شبکه تلویزیونی ای‌بی‌سی در نیویورک قرار دارد.